# Куваев, Владимир Борисович
Владимир Борисович Куваев (1918—2009) — советский и российский ботаник, доктор биологических наук, профессор, специалист в области геоботаники, систематики, флористики.

## Биография
В 1934 году поступил в Битцевский сельскохозяйственный техникум (в 1943 году передан НИИ пчеловодства).
В 1947 году окончил кафедру геоботаники биологического факультета МГУ им. М. В. Ломоносова.
С 1951 года работал в Якутском филиале АН СССР. В 1952 году защитил кандидатскую диссертацию.
С 1955 года работал в ВИЛАР. В 1968 году защитил докторскую диссертацию.
С 1970 года заведующий лабораторией флоры и растительности при НИИ биологии и биофизики ТГУ.
С 1972 года заведующий кафедрой ботаники Московской ветеринарной академии. В 1973 году получает звание профессора.
В 1976 году переходит на работу в Центральную лабораторию по охране природы МСХ СССР (с 1979 года преобразована во ВНИИприроды).
С 1985 года вновь работал в ВИЛР. 
С 1987 года научный сотрудник ИЭМЭЖ (с 1994 года Институт проблем экологии и эволюции (ИПЭЭ) имени А. Н. Северцова РАН).

## Избранные труды
Автор и соавтор более 250 научных работ.
- Куваев В. Б. Высотное распределение растений в горах Путорана / отв. ред. С. К. Черепанов. — Л. : Наука, 1980. — 261 с.
- Куваев В. Б. Холодные гольцовые пустыни в приполярных горах северного полушария / отв. ред. В. Н. Павлов. — М. : Наука, 1985. — 78 с.
- Куваев В. Б. Флора окрестностей Знаменского. Опыт долговременного мониторинга и сохранения урбанизируемой флоры Подмосковья / В. Б. Куваев, М. Л. Шелгунова, Л. К. Константинов. — М. : Наука, 1992. — 358 с. — ISBN 5-02-004101-7.
- Куваев В. Б. Растительный покров острова Сибирякова. Опыт комплексного флористического и геоботанического исследования / В. Б. Куваев, А. Д. Кожевникова, С. В. Гудошников, М. П. Журбенко, Э. Л. Нездойминого. — М. : Аргус, 1994. — 138 с.
- Куваев В. Б. Естественное восстановление сосновых лесов среднего Енисея после рубок (опыт долговременного комплексного мониторинга) / В. Б. Куваев, Д. А. Шахин, А. Н. Роденков, В. М. Телеснина ; отв. ред. Е. Е. Сыроечковский, В. Б. Куваев. — М. : ИПЭЭ РАН, 2001. — 316 с.
- Куваев В. Б. Флора субарктических гор Евразии и высотное распределение её видов / отв. ред. А. К. Скворцов. — М. : Товарищество научных изданий КМК, 2006. — 568 с. — ISBN 5-87317-281-1.

## Растения, названные именем В. Б. Куваева
- Androsace kuvajevii Mazurenko (1992) — Проломник Куваева
- Papaver kuvajevii Schaulo & Sonnikova (2003) — Мак Куваева
- Taraxacum kuvajevii Tzvelev (1984) — Одуванчик Куваева